# Yundang Hu
Yundang Hu är en sjö i Kina. Den ligger i provinsen Fujian, i den sydöstra delen av landet, omkring 220 kilometer sydväst om provinshuvudstaden Fuzhou.
Genomsnittlig årsnederbörd är 1 612 millimeter. Den regnigaste månaden är maj, med i genomsnitt 318 mm nederbörd, och den torraste är oktober, med 13 mm nederbörd.